# Baudouinia capuronii
Baudouinia capuronii är en ärtväxtart som beskrevs av Du Puy och Raymond Rabevohitra. Baudouinia capuronii ingår i släktet Baudouinia och familjen ärtväxter. Inga underarter finns listade i Catalogue of Life.